# Red Dirt Girl
Red Dirt Girl es el vigésimo álbum de estudio de la cantante estadounidense Emmylou Harris, publicado por la compañía discográfica Nonesuch Records en septiembre de 2000. A diferencia de trabajos anteriores, donde versionó mayoritariamente canciones de otros artistas, Red Dirt Girl incluye once composiciones propias o coescitas con otros autores. Antes de Red Dirt Girl, solo dos discos de Harris incluyeron más de dos composiciones propias: Gliding Bird en 1969 y The Ballad of Sally Rose en 1985. Su siguiente trabajo, Stumbling into Grace, fue también compuesto mayoritariamente por Harris. El álbum incluyó «Bang the Drum Slowly», una canción que Guy Clark ayudó a escribir como elegía de su padre.
Tras su publicación, Red Dirt Girl obtuvo buenos resultados comerciales al alcanzar la tercera posición en la lista de álbumes country de Canadá y la quinta en la homóloga estadounidense. Además, ganó un Grammy en la categoría de mejor álbum de folk contemporáneo en 2001.

## Lista de canciones
Todas las canciones escritas y compuestas por Emmylou Harris excepto donde se anota. 
| N.º | Título | Escritor(es) | Duración |  |

## Posición en listas
| País           | Lista              | Posición |
| -------------- | ------------------ | -------- |
| Canadá         | RPM Country Albums | 3        |
| Canadá         | RPM Top Albums     | 29       |
| Estados Unidos | Country Albums     | 5        |
| Estados Unidos | Billboard 200      | 54       |
| Reino Unido    | UK Albums Chart    | 45       |